# بلویی (مجموعهٔ تلویزیونی ۲۰۱۸)
بلویی (به انگلیسی: Bluey) مجموعه تلویزیونی پویانمایی پیش‌دبستانی استرالیایی است که  نخستین بار اول اکتبر ۲۰۱۸ از شبکهٔ ای‌بی‌سی کیدز پخش شد. این برنامه را جو بروم ساخته و شرکت لودواستودیو، مستقر در ایالت کوئینزلند، تولید کرده است. بنگاه خبررسانی استرالیا و بنگاه خبررسانی بریتانیا (بی‌بی‌سی) این مجموعه را سفارش داده‌اند و بی‌بی‌سی استودیوز صاحب حقوق توزیع و تجارت جهانی آن است. این سریال نخستین بار در دیزنی جونیور ایالات متحده پخش شد و به صورت بین‌المللی در دیزنی پلاس انتشار یافت.